# Fontaine de la Régénération
Pour les articles homonymes, voir Régénération (homonymie).

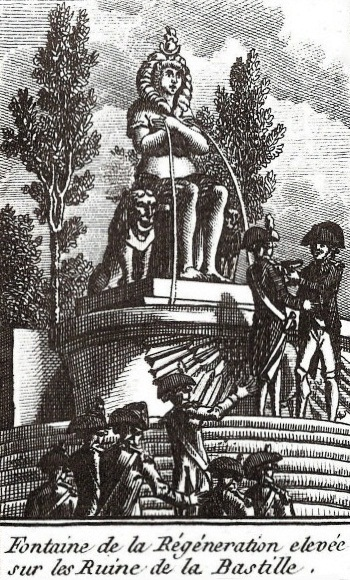

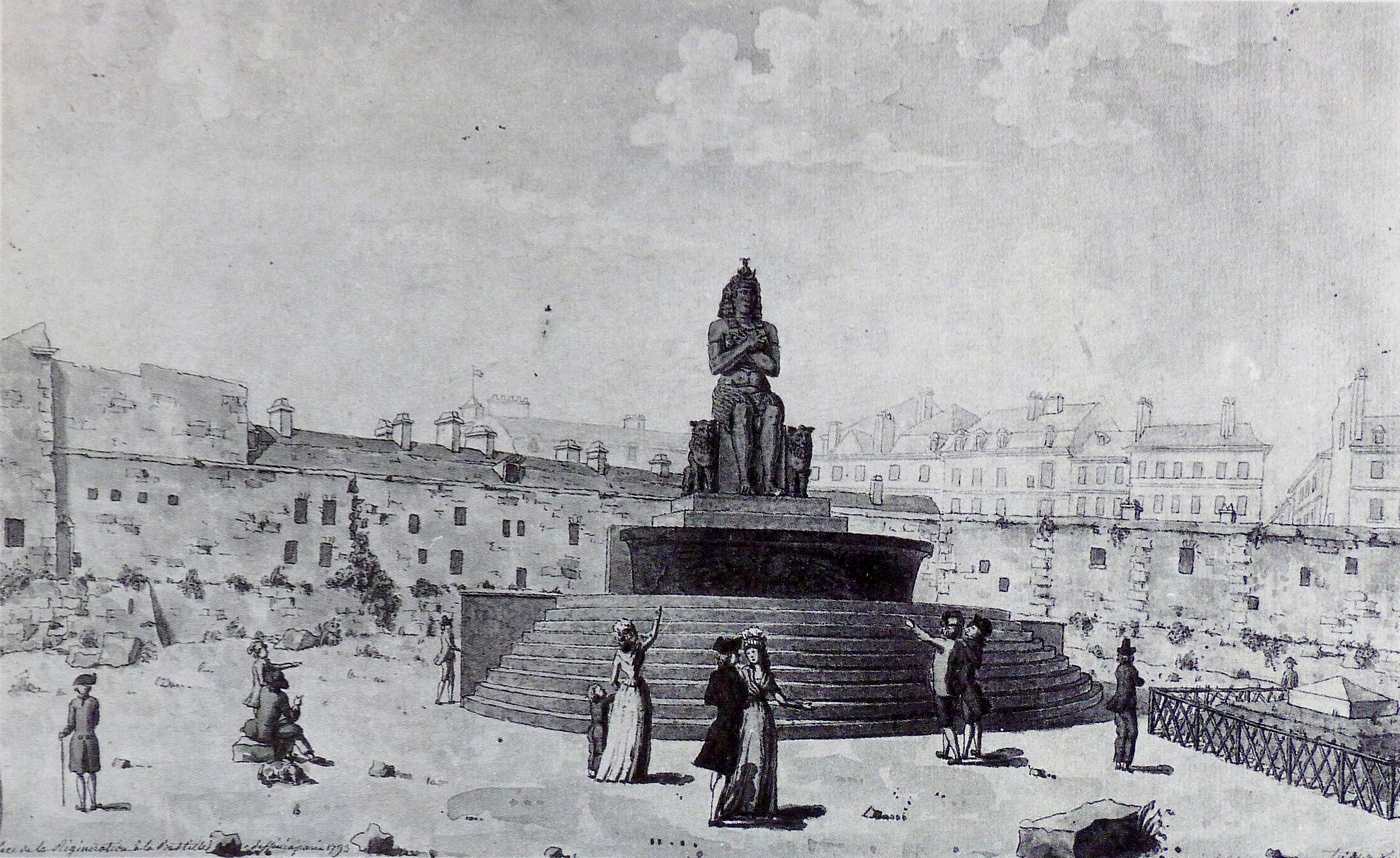
Fontaine de la Régénération nationale, ou fontaine d'Isis. À noter qu'ici, son ventre est couvert de seins. Elle serait donc ici représentée également sous l'entité d' Artémis d'Éphèse, pour ce qui est l'Europe méditerranéenne, ou Arduinna pour les druides d'Europe de l'Ouest (1793). Dessin aquarelle de Joseph Tassy, musée Carnavalet, Paris. Publication en noir et blanc dans Aux armes et aux Arts, Adam Biro, 1988.

La fontaine de la Régénération ou fontaine d'Isis était un monument érigé à Paris en 1793 à l'emplacement de la Bastille détruite (aujourd'hui place de la Bastille), à l'occasion d'une fête commémorant le premier anniversaire de la journée du 10 août 1792. 
Elle était constituée d'une allégorie égyptianisante de la nature, sous la forme d'une statue en plâtre de la déesse Isis, flanquée de deux lions assis, et qui faisait jaillir l'eau de ses seins (fontaine ubérale).

## Contexte historique
Cette fontaine fut utilisée lors de Fête de l'Unité et de l'indivisibilité du 10 août 1793 comme le montre la monnaie de 5 décimes frappée pour commémorer cet évènement. On y voit le doyen de la Convention, portant un drapeau et buvant l'eau d'une coupe que lui présente le président de la Convention, Hérault de Séchelles, lequel porte un rameau de la main gauche. La cérémonie, organisée par David, proposait à 86 personnes âgées représentant les départements de venir boire de cette eau symbolisant la régénération nationale Cette cérémonie arrivait après que le 10 mai 1793, la Convention ait proclamé l'unité et l'indivisibilité de la République, contre le parti Fédéraliste, les Girondins, qui sera renversé vingt et un jours plus tard.
Cette mise en scène s'inscrivait dans un parcours constitué de cinq étapes symboliques : 
- la fontaine de la Régénération ;
- le boulevard Poissonnière, où des comédiennes assises sur des canons représentent les héroïnes d'octobre 1789 ;
- la place de la Révolution, aujourd'hui place de la Concorde, ou s'élève une statue de la Liberté ;
- les Invalides où une statue colossale du Peuple français en Hercule terrasse l'hydre du fédéralisme ;
- la procession arrive enfin sur le Champ-de-Mars où l'on se rassemble autour de l'autel de la Patrie.

## Postérité
Le sujet de la fontaine de la régénération donnera lieu en 1793 (l'an 2 de la République) à l'émission d'une médaille commémorative ayant fonction de monnaie d'une valeur de 5 décimes. C'est chronologiquement la toute première émission de monnaie du système décimal. Gravée par Augustin Dupré et frappée en faible quantité (environ 150 000 exemplaires ?), elle a très peu circulé et a été démonétisée en 1796.
Cette fontaine patriotique n'eut qu'une existence éphémère. Du fait de sa fragilité, elle sera détruite peu après. Non loin de là sera conçu, à partir de 1806, le projet non abouti de la fontaine dite de l'Éléphant de la Bastille, à l'endroit occupé aujourd'hui par la colonne de Juillet.

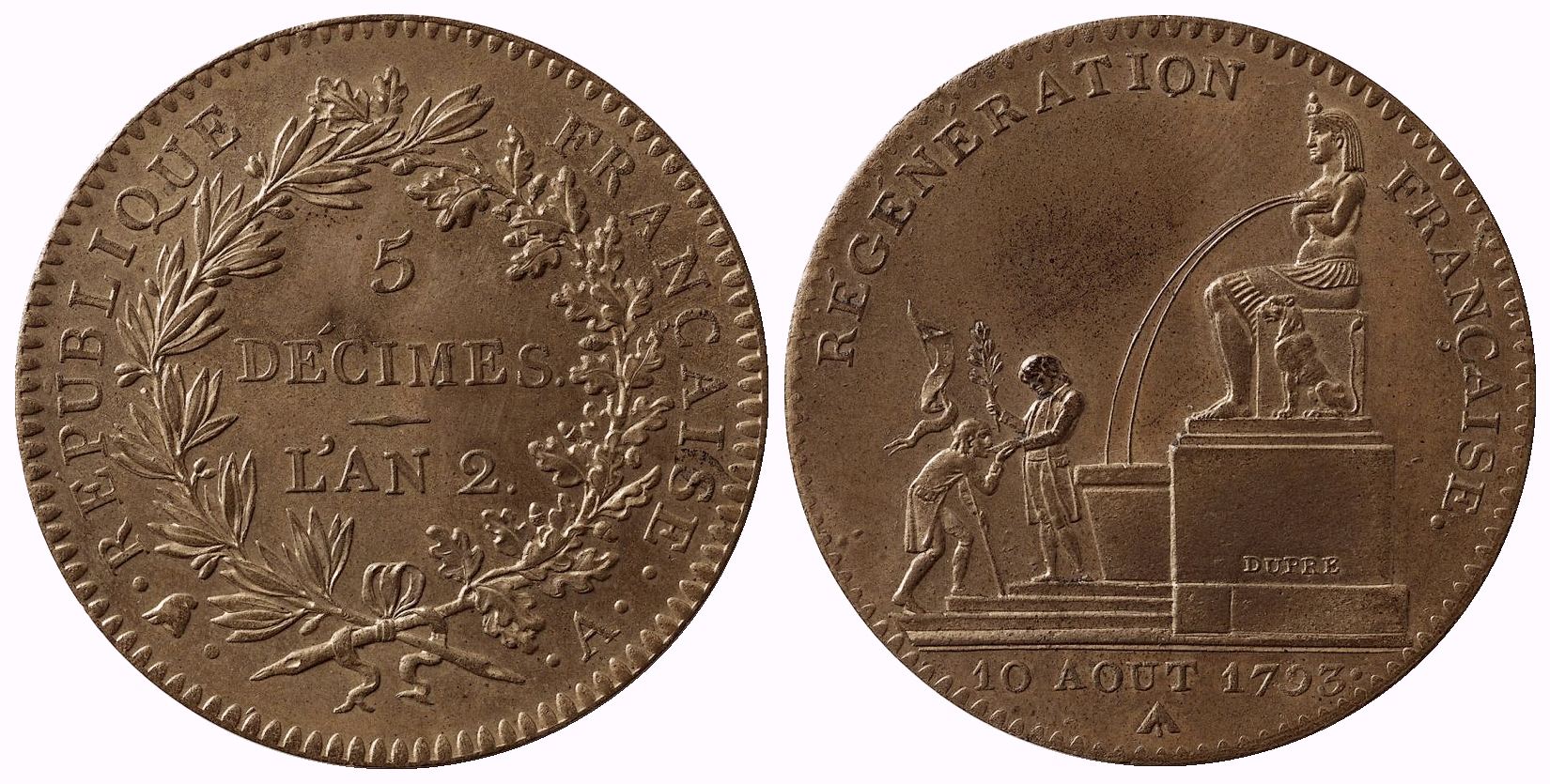
Monnaie à valeur libératoire de 5 décimes (50 centimes) émise à  Paris en 1793.
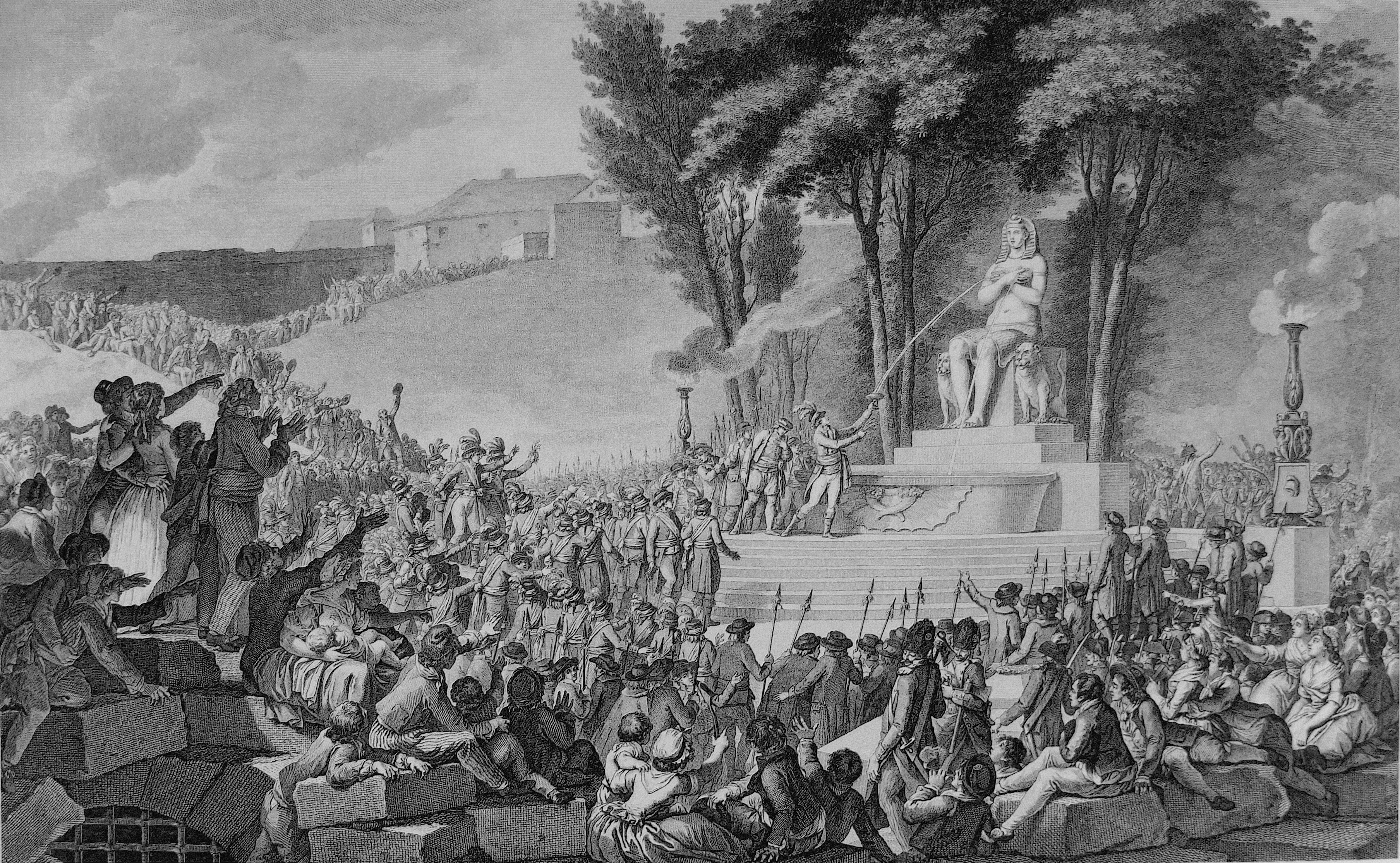
Vue de la fontaine lors de la cérémonie du 10 août 1793 (gravure d'après un dessin de Charles Monnet).
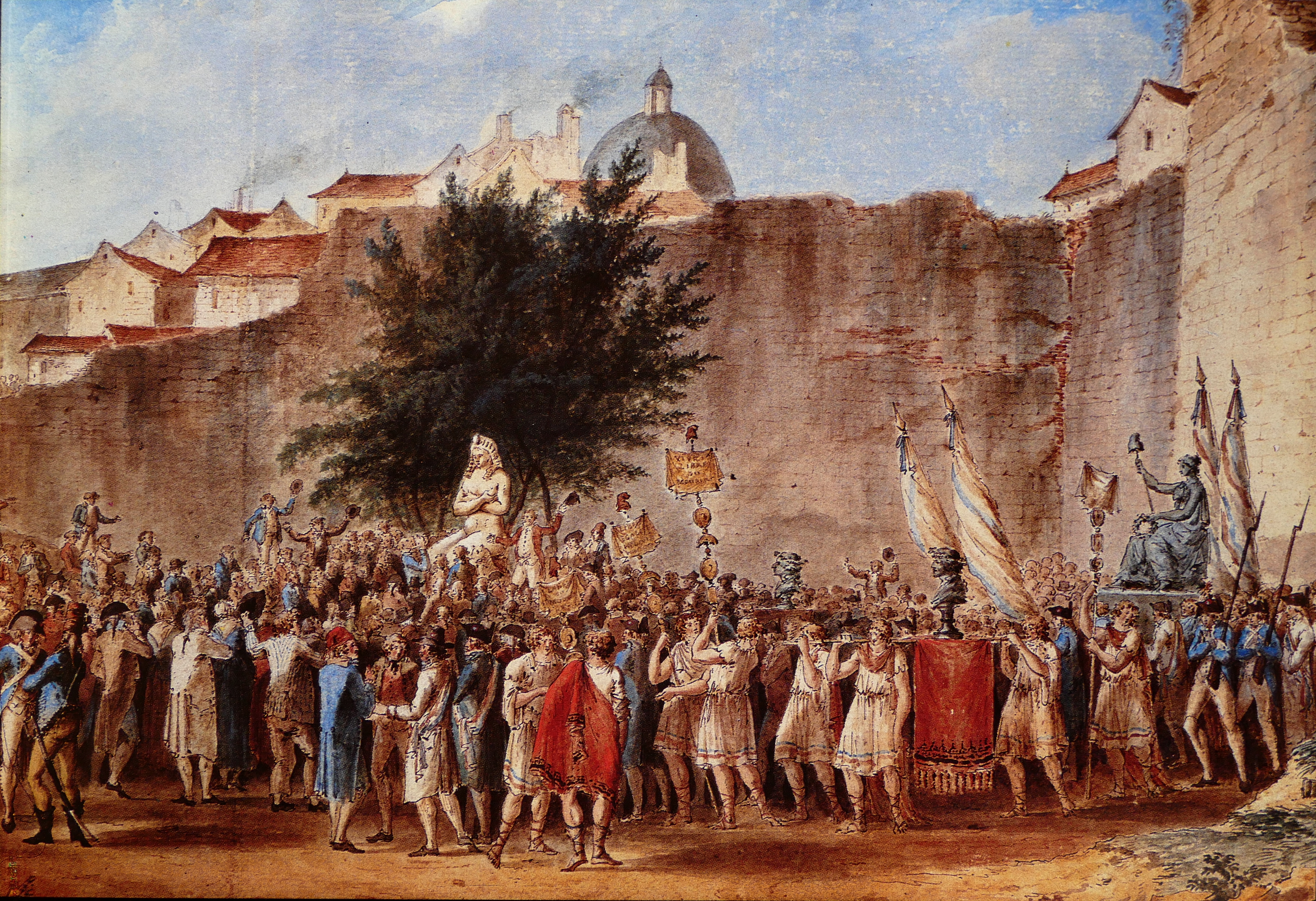
Aquarelle anonyme, fête de 1793, musée Carnavalet.